# Dabbawala
Un dabbawala, dabbawalla o dabbawallah (en maratí: डबेवाले, romanizado: ḍabēvālē, lit. 'el que lleva una caja') es un habitante de la ciudad india de Bombay empleado en una industria de servicios única, cuyo principal negocio es la recogida de comida recién cocinada en cestas de almuerzo desde la residencia de los trabajadores de oficinas (principalmente en las afueras), transportándola a sus respectivos lugares de trabajo y posteriormente devolviendo las cestas vacías usando varios medios de transporte. Los dabbawala son llamados también tiffin wallah por una arcaica palabra inglesa, tiffin, que significa almuerzo ligero.

## Etimología y raíces históricas
La palabra "Dabbawala" en hindi traducida literalmente, significa "uno que lleva una caja". Siendo dabba una caja (usualmente una gran lata cilíndrica de hojalata o aluminio, también llamada fiambrera o vianda en algunos lugares de Latinoamérica) y wala un sufijo, denotando al actor de la palabra. La traducción más cercana sería "repartidor de cajas de almuerzo". Aunque esta profesión parece simple, en realidad se trata de un servicio muy especializado en Bombay, el cual data de hace más de cien años y que se ha integrado totalmente en la cultura de la ciudad.
El concepto de dabbawala se originó en la India tras el dominio británico. A muchos ingleses llegados a la colonia les desagradaba la comida local, por tanto, se creó un servicio para llevar el almuerzo al lugar de trabajo de las personas que vivían lejos del mismo. En la actualidad, los hombres de negocios indios son los principales clientes de los dabbawalas, proveyéndolos de la comida y el envío.

## Trasfondo y cadena de envíos
Con 19 373 personas por km², Bombay es la ciudad más densamente poblada de la India, con un enorme volumen de tráfico. A causa de ello, los largos trayectos de casa al trabajo son comunes, muchos de ellos en tren.
En lugar de volver a casa a comer o pagar por ella en un local, muchos oficinistas contratan por una tasa mensual el servicio de elaboración y envío de comidas en cestas que se recogen después y son vueltas a enviar al día siguiente. La comida es elaborada por la mañana y repartida luego por los dabbawalas, los cuales operan mediante una compleja asociación y jerarquía.

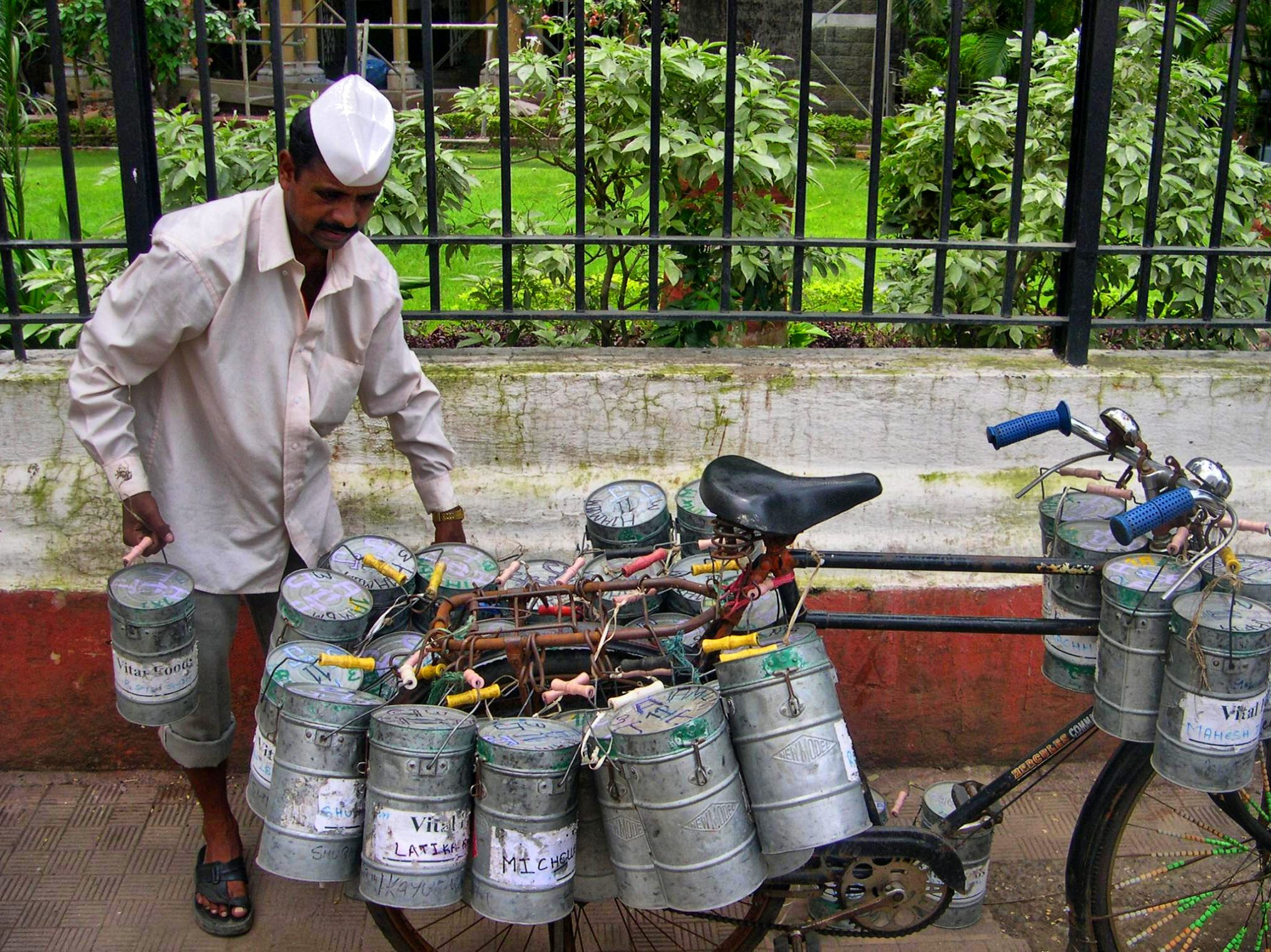
Un dabbawala en bicicleta.

Un dabbawala, habitualmente en bicicleta, recoge las cestas de los hogares o, con mayor frecuencia, de la empresa de servicio (que cocina la comida). Las dabbas (cestas) tienen ciertos tipos de marcas en ellas, como colores o símbolos.
El dabbawala entonces las lleva a un lugar preasignado, donde él y otros dabbawalas ordenan las cestas en grupos. Una vez agrupadas generalmente marchan en tren,(habitualmente existe un vagón designado para ello) provistas de marcas identificativas de la estación de destino así como la dirección donde debe ser entregada.
En cada estación, las cestas son entregadas a un dabbawala local, quien las reparte. Las cestas vacías son posteriormente recogidas y devueltas a sus respectivos orígenes.

## Análisis económico

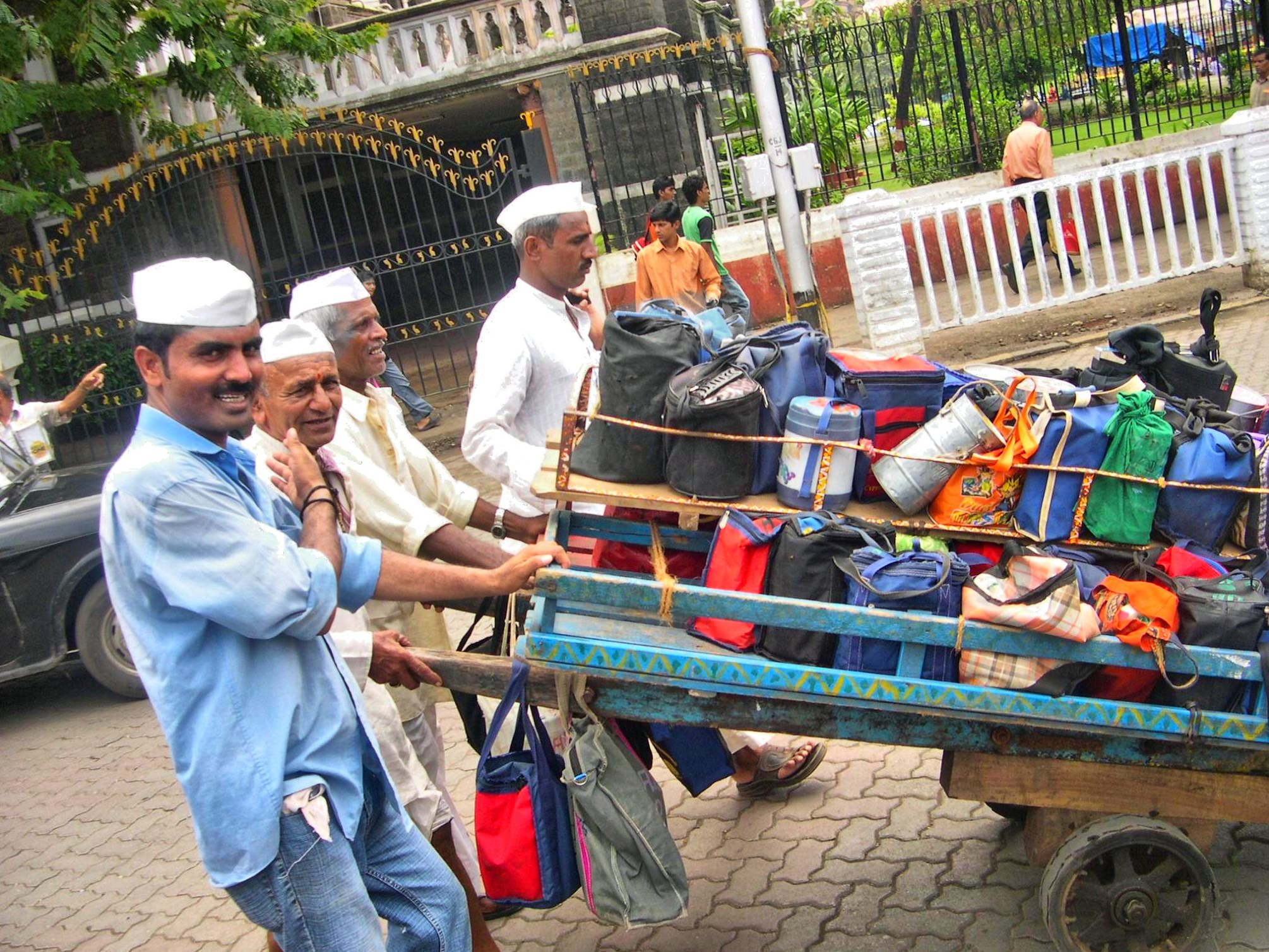
Se estima que la industria de los dabbawala crece un 5-10 % cada año.

Cada dabbawala, independientemente de su puesto, recibe de dos a cuatro mil rupias al mes, equivalente a 40-80 dólares USA (en 2007).
Más de 175 000 cajas de almuerzo son manejadas cada día por unos 4500 o 5000 dabbawalas, todas con una tasa de coste mínima y una puntualidad perfecta. De acuerdo con un estudio reciente de la Universidad de Harvard, sólo hay un error por cada 6 000 000 de envíos, logrando el grado de satisfacción conocido como Seis Sigma.
El New York Times publicó en 2007 que la industria de los dabbawala a sus 125 años de existencia continuaba creciendo a una tasa del 5-10 % cada año.
En su número de julio del 2008, The Economist publicó que los dabbawallas eran un modelo de precisión en los envíos del 99,9999 %.[cita requerida]

## Baja tecnología y eficacia

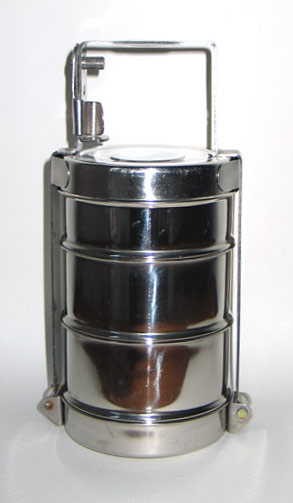
Una dabba.

Aunque el servicio es esencialmente mínimo en tecnología, con el repartidor descalzo como elemento principal, los dabbawalas han comenzado a adaptarse a las nuevas tecnologías de la información, permitiendo actualmente la reserva a través de SMS. Asimismo, una página web, mydabbawala.org, permite actualmente la reserva en línea. 
El éxito del sistema depende del equipo de trabajo y su gestión del tiempo. Tal es la dedicación y el compromiso de estos hombres (apenas hay mujeres) descalzos y casi analfabetos, eslabones de una larga cadena de envíos, que no hay sistema de documentación escrito en absoluto. Un simple código de colores sirve como doble identificador, tanto del contenido, como del destino.

## Servicio ininterrumpido
El servicio no se interrumpe incluso en los días de extremo mal tiempo, como suele ser el característico monzón de Bombay. Los dabbawalas locales conocen a los clientes personalmente y se mueven con confianza por una zona que conocen bien. Ocasionalmente la gente se comunicaba con sus hogares poniendo mensajes en los recipientes vacíos, pero esto era más habitual antes de la mayor accesibilidad de la población a los medios de comunicación instantáneos.

## Codificación utilizada
Las fiambreras llevan una codificación simple que permite identificar el punto de recogida y el destinatario de la misma. Se basa en codificaciones de letras, números y colores. Cada fiambrera tiene dos colores. El primero emplea letras y números de mayor tamaño donde la letra mayúscula hacia la izquierda representa el código del lugar de residencia (el lugar donde se recoge la fiambrera) y la que está hacia la parte superior corresponde al código de la estación de tren residencial, el número grande indica el código de la estación de tren de destino. Con el segundo color identifican la entrega: el primer número corresponde al código del Dabbawala en el destino, la(s) letra(s) identifican el nombre del edificio o lugar de destino y el último número identifica el piso del edificio.